# Plumarella penna
Plumarella penna is een zachte koraalsoort uit de familie Primnoidae. De koraalsoort komt uit het geslacht Plumarella. Plumarella penna werd in 1815 voor het eerst wetenschappelijk beschreven door Lamarck. 